# 김영식 (배우)
김영식(1953년 ~ )은 북한의 김정일 국방위원장을 흉내내는 서울의 오리엔트 조각사이다. 김영식은 시누이가 김정일의 처진 모습을 김정은 위원장을 닮았다고 놀린 이후 영화, 텔레비전 프로그램, 광고, 개인 출연 등 틈틈이 김정일을 연기해 왔다. 코리아타임스에서 김영식은 다음과 같이 말했다. "누군가 나에게 어떤 점에서 김정일과 닮지 않았다고 말할 때 나는 불행하다." 로스앤젤레스 타임스에는 다음과 같이 말했다. "나는 자연스럽다. 머리를 펌할 필요가 없었다. 성형 수술이 필요하지 않았다. 김씨라는 성조차 바꿀 필요가 없었다. 가끔 내가 김정일이 된 것 같은 기분이 든다.".

## 참고자료
- The Korea Times interview 보관됨 2007-03-30 - 웨이백 머신 May 9, 2006
- The Los Angeles Times interview June 11, 2006